# Androlepsia
L'androlepsia (in greco antico: ἀνδροληψία?, androlēpsía, da ἀνήρ, "uomo", e λαμβάνω, "prendere") fu nel diritto greco antico, fu un'usanza ateniese che permetteva ai familiari di un cittadino ateniese ucciso all'estero, qualora l'assassino non fosse stato consegnato alle autorità ateniesi, di arrestare fino ad un massimo di tre concittadini dell'assassino. Gli arrestati potevano essere tenuti in ostaggio fino alla consegna dell'assassino e, forse, anche processati per omicidio al suo posto. Le persone a cui era affidato il compito di catturare gli ostaggi erano generalmente trierarchi o comandanti di navi da guerra.
Alcuni autori usano il termine "androlepsia" col significato di rappresaglia.